# Gillot (dramaturge)
Pour les articles homonymes, voir Gillot.
Gillot (XVIIe siècle-XVIIIe siècle), est un directeur de théâtre et dramaturge français sur lequel nous n'avons aucun renseignement, si ce n'est qu'il écrivait des farces et des pièces de marionnettes pour le théâtre de la foire Saint-Germain. On a de lui quatre pièces burlesques dont le personnage principal est Polichinelle :
- L'Enlèvement de Prosepine (1695)
- Polichinelle Colin-Maillard (1708)
- Polichinelle grand Turc (?)
- Le Marchand ridicule (1695)